# Napoliplana cinctata
Napoliplana cinctata är en plattmaskart som beskrevs av Ax, Weidemann och Ehlers 1978. Napoliplana cinctata ingår i släktet Napoliplana och familjen Otoplanidae. Inga underarter finns listade i Catalogue of Life.